# 조조 (장사)
조조(曹肇, ? ~ ?)는 중국 삼국 시대 위나라의 황족이며, 조휴의 장자다. 자는 장사(長思)다.

## 생애
족제(族弟)인 명제와 매우 사이가 좋아 산기상시(散騎常侍)·둔기교위(屯騎校尉)를 역임하였다.
청룡 3년(239년), 위독해진 명제는 조조·연왕 조우·무위장군(武威將軍) 조상·영군장군(領軍將軍) 하후헌·효기장군 진랑 등에게 조방을 보좌하도록 명하였다.
그러나 진작부터 진랑 등과 사이가 나쁜 명제의 중신 유방·손자는 조조 등의 대두를 불쾌히 여겼다. 마침 조우가 자리를 뜬 사이, 유방과 손자는 명제를 알현하여 조우 일당을 폄훼하였다. 명제가 분노하자, 유방 등은 조조 등을 대신하여 조상만을 등용하고, 새로이 사마의를 후견으로 지목할 것을 권했다. 명제는 갈팡질팡하였으나, 결국 조조 등은 실각하여 면직되었다. 정시 연간에 세상을 떠났고, 위장군이 추증되었다. 아들 조흥(曹興)이 뒤를 이었다.
손자 조터는 문학적 재능이 뛰어나 서진 시대에 낙양령이 되어 삼공의 초빙을 받고, 후에 제왕 사마경을 좌사와 함께 섬겼다.

## 친척 관계

### 관련 인물
조휴 조찬